# Bolesław Syrewicz

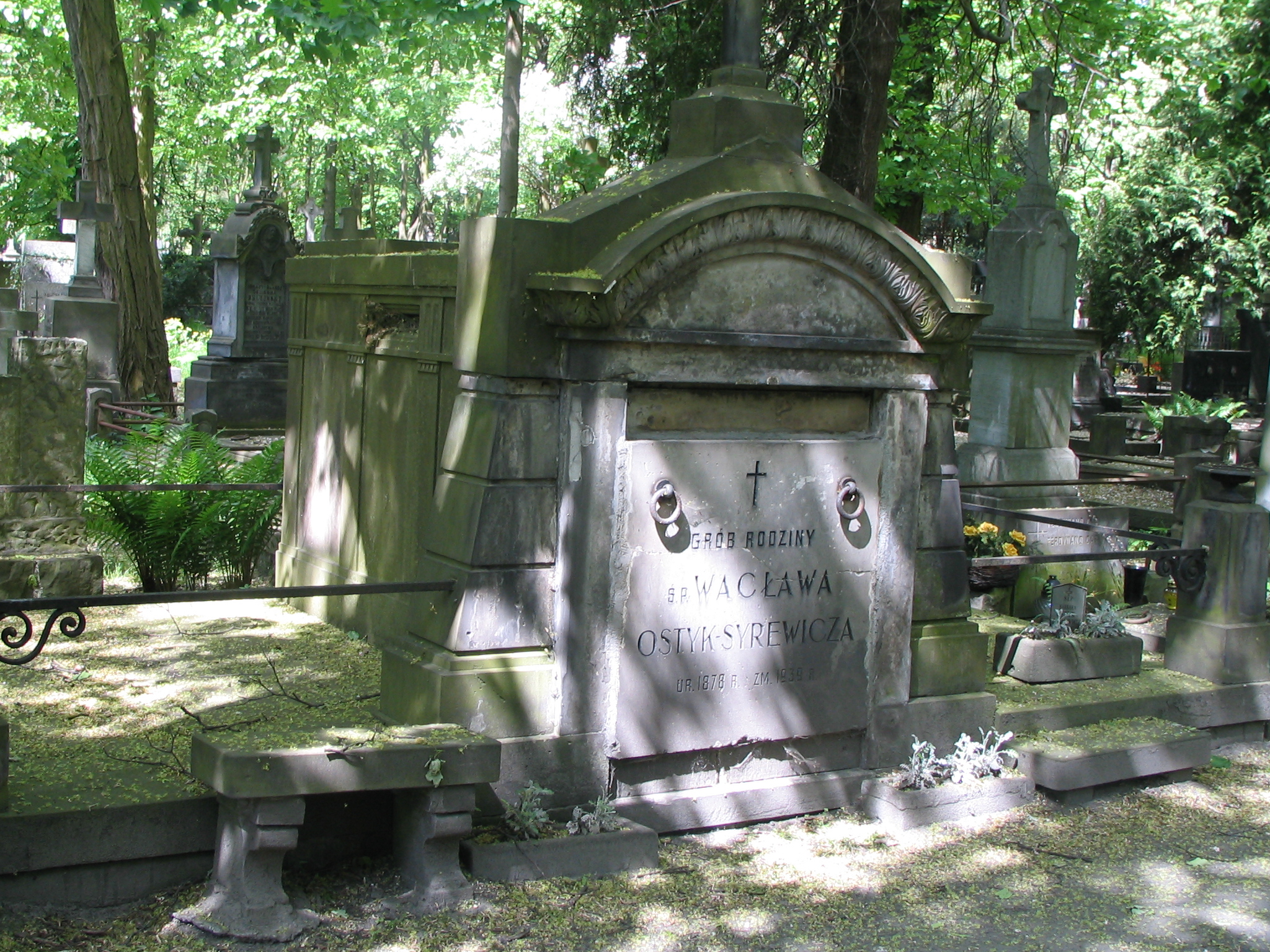
Grób rodzinny Syrewiczów – 7 maja 2009

Bolesław Syrewicz (ur. 12 maja 1835 w Warszawie, zm. 10 lutego 1899 tamże) – artysta rzeźbiarz. 

## Życiorys
Początkowo kształcił się u malarza i rysownika Jana Feliksa Piwarskiego, w latach 1851–1857 studiował w warszawskiej Szkole Sztuk Pięknych, następnie podjął naukę w Berlinie, Monachium (w X 1859 r. zgłosił się do Akademii Sztuk Pięknych w Monachium – Bildhauerklasse)) i Rzymie. 
W 1867 objął pracownię na Zamku Królewskim w Warszawie, w której praktykowało wielu młodych rzeźbiarzy.
Syrewicz był twórcą płaskorzeźb, medalionów, popiersi wielu osobistości historycznych i współczesnych oraz pomników nagrobnych w Warszawie i w Lublinie. 
Wykonał nagrobki między innymi aktorów Marii Wisnowskiej i Jana Królikowskiego, a także Józefy Hermanowej, Stanisława Jachowicza, czy Gracjana Dąbrowskiego.
Syrewicz wykonał na cmentarzu Powązkowskim kilkadziesiąt prac. Był cenionym i poszukiwanym twórcą, wykonywał pomniki nagrobne dla artystów i intelektualnej elity Warszawy.
Na cmentarzu ewangelicko-augsburskim w Warszawie wykonał nagrobek działaczki filantropijnej Joanny Neybaur.
Po śmierci pochowany został w kwaterze 189 cmentarza Powązkowskiego w Warszawie (rząd 1, grób 18).
W 1999 ustawiono popiersie popiersie Fryderyka Chopina w Ogrodzie Luksemburskim, które zastąpiło zniszczone w czasie II wojny światowej popiersie autorstwa Georges Dubois.